# وظيفة جنسية
تُعرف الوظيفة الجنسية على أنها كيفية تفاعل الجسم في المراحل المختلفة من دورة الاستجابة الجنسية، أو نتيجة للضعف الجنسي. وتُحدد الجوانب ذات الصلة للوظيفة الجنسية على أساس النسخة المعدلة من دراسات ماسترز وجونسون. وتُحدد الجوانب الخاصة بالوظيفة الجنسية على أنها مرتبطة بالتقييم بما في ذلك الرغبة الجنسية والانتصاب والنشوة الجنسية والقذف. ويُشار إلى الإرشادات الخاصة بتقييم الوظيفة الجنسية هنا. وتنقسم إلى أربع مراحل: تتناول المرحلة الأولى توثيق الجوانب المحددة للوظيفة الجنسية. تتمثل التساؤلات الرئيسية في:
1. هل الوظيفة سليمة؟ فعلى سبيل المثال: هل حدث هناك أي حالة من حالات الانتصاب أو النشوات الجنسية خلال فترة زمنية معينة؟
2. إذا كانت الوظيفة سليمة، فما هو مدى تكرار ها أو شدتها؟ فعلى سبيل المثال: كم عدد المرات التي تعرض فيها الشخص إلى النشوة الجنسية أو الانتصاب خلال مدة معينة من الوقت ومدى شدة النشوة الجنسية وصلابة الانتصاب مقارنة بمرحلة الشباب أو أفضل فترة في حياة الشخص. وتتمثل التفسيرات المقترحة لغياب الوظائف أو تراجعها في هذه المرحلة في الحالة الفسيولوجية والنفسية.

تتناول المرحلة الثانية تقييم وتيرة الأنشطة الجنسية المختلفة، مثل الجماع، في إطار زمني محدد. قد تتضمن التفسيرات المحتملة لغياب وتيرة الأنشطة الجنسية أو انخفاضها أسباب فسيولوجية ونفسية واجتماعية ودينية وأخلاقية.
تتناول المرحلة الثالثة ما إذا كان تراجع الوظائف الجنسية و / أو الأنشطة الجنسية سببًا في إحداث الضيق.
تقيم المرحلة الرابعة العلاقة بين الضيق الناجم عن تراجع الوظيفة الجنسية والرفاهية والعزلة العاطفية. وُضعت هذه الإرشادات لتقييم الوظيفة الجنسية الذكرية فيما يتعلق بعلاج سرطان البروستاتا. ومع ذلك، فقد تم تعديل المفهوم وموائمته للإناث.